# Sanfront
Sanfront – miejscowość i gmina we Włoszech, w regionie Piemont, w prowincji Cuneo.
Według danych na rok 2004 gminę zamieszkuje 2605 osób, 66,8 os./km².